# Le Mesnil-Robert
Le Mesnil-Robert és un municipi francès situat al departament de Calvados i a la regió de Normandia. L'any 2007 tenia 173 habitants.

## Demografia

### Població
El 2007 la població de fet de Le Mesnil-Robert era de 173 persones. Hi havia 62 famílies de les quals 12 eren unipersonals (12 dones vivint soles i 12 dones vivint soles), 25 parelles sense fills i 25 parelles amb fills.
La població ha evolucionat segons el següent gràfic:
Habitants censats

### Habitatges
El 2007 hi havia 75 habitatges, 63 eren l'habitatge principal de la família, 5 eren segones residències i 6 estaven desocupats. Tots els 74 habitatges eren cases. Dels 63 habitatges principals, 48 estaven ocupats pels seus propietaris, 15 estaven llogats i ocupats pels llogaters i 1 estava cedit a títol gratuït; 4 tenien dues cambres, 6 en tenien tres, 11 en tenien quatre i 42 en tenien cinc o més. 59 habitatges disposaven pel capbaix d'una plaça de pàrquing. A 30 habitatges hi havia un automòbil i a 27 n'hi havia dos o més.

### Piràmide de població
La piràmide de població per edats i sexe el 2009 era:
| Homes | Edats   | Dones |
| ----- | ------- | ----- |
| 0     | 95 o +  | 0     |
| 0     | 90 a 94 | 0     |
| 4     | 85 a 89 | 0     |
| 0     | 80 a 84 | 0     |
| 0     | 75 a 79 | 8     |
| 0     | 70 a 74 | 0     |
| 8     | 65 a 69 | 12    |
| 4     | 60 a 64 | 4     |
| 0     | 55 a 59 | 4     |
| 8     | 50 a 54 | 4     |
| 0     | 45 a 49 | 8     |
| 4     | 40 a 44 | 0     |
| 8     | 35 a 39 | 4     |
| 8     | 30 a 34 | 12    |
| 0     | 25 a 29 | 0     |
| 0     | 20 a 24 | 0     |
| 8     | 15 a 19 | 8     |
| 0     | 10 a 14 | 8     |
| 0     | 5 a 9   | 12    |
| 4     | 0 a 4   | 8     |

## Economia
El 2007 la població en edat de treballar era de 97 persones, 78 eren actives i 19 eren inactives. De les 78 persones actives 66 estaven ocupades (38 homes i 28 dones) i 11 estaven aturades (2 homes i 9 dones). De les 19 persones inactives 6 estaven jubilades, 8 estaven estudiant i 5 estaven classificades com a «altres inactius».

### Ingressos
El 2009 a Le Mesnil-Robert hi havia 68 unitats fiscals que integraven 188 persones, la mediana anual d'ingressos fiscals per persona era de 16.851 €.

### Activitats econòmiques
Els 2 establiments que hi havia el 2007 eren d'empreses de construcció.
Dels 2 establiments de servei als particulars que hi havia el 2009, 1 era una lampisteria i 1 electricista.
L'any 2000 a Le Mesnil-Robert hi havia 9 explotacions agrícoles que ocupaven un total de 300 hectàrees.

## Poblacions més properes
El següent diagrama mostra les poblacions més properes.